# 리드 (악기)

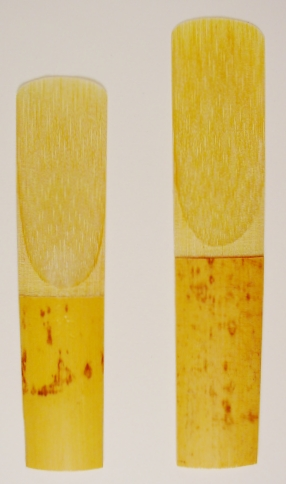
알토 색소폰과 테너 색소폰의 리드

리드(reed)는 목관악기에서 소리를 내는 얇은 판이다. 대개 얇은 나무지만 금속으로 만들기도 한다. 입으로 불면 판이 떨면서 소리를 낸다. 풀피리는 리드로만 된 악기이다.
피리에 꽂는 리드는 대나무를 깎아 만드는데 ‘서’라고 부른다.